# Merete Hegner
Merete Lisbeth Gro Hegner (født 30. juli 1952 på Frederiksberg) er en dansk skuespiller. 
Hegner læste ved Watford Palace Theatre i London i 1969, ved Inge Waërns Teaterskole i Stockholm i 1970 og blev uddannet fra Skuespillerskolen ved Aarhus Teater i 1974. 
Hun var dog allerede i en ung alder velbevandret i teaterverdenen, idet hun havde medvirket i børne- og ungdomsteater i København samt medvirket i musicalen Hair, der blev opført i Cirkusbygningen. Hun debuterede på Aarhus Teater i 1974 i rollen som Pam i Frelst. Hun var senere tilknyttet Svalegangen, Folketeatret og Aalborg Teater. For sin rolle i Jeanne d'Arc i Aalborg fik hun Oluf Poulsens Mindelegat. I 1982 vendte hun tilbage til Aarhus Teater, hvor hun blev en del af det faste ensemble. I perioder har hun desuden fungeret som underviser ved Skuespillerskolen. Fra 2000-2006 sad hun i bestyrelsen for Dansk Skuespillerforbund. Siden 2007 har hun været tilknyttet Den Jyske Opera. 
Hun arbejder i dag som skuespiller i Den Gamle By i Aarhus.[kilde mangler]

## Privatliv
Hun var gift med sceneinstruktør og skuespiller Asger Bonfils, med hvem hun har en søn.

## Filmografi
- Slingrevalsen (1981)
- Du forsvinder (2017)

### Tv-serier
- Matador (1979, afsnittet "Hen til kommoden")
- Krigsdøtre (1981) tredje afsnit
- Ludo (1985)